# Kleinsölk
Kleinsölk est une ancienne commune autrichienne du district de Liezen en Styrie.